# 1947 no teatro

## Nascimentos
| Data            | Nome              | Profissão                        | Nacionalidade  | Observações                            | Ref   |
| --------------- | ----------------- | -------------------------------- | -------------- | -------------------------------------- | ----- |
| 5 de Fevereiro  | Regina Duarte     | atriz                            | Brasil         |                                        |       |
| 21 de Fevereiro | Renata Sorrah     | atriz                            | Brasil         |                                        |       |
| 4 de maio       | Richard Jenkins   | ator                             | Estados Unidos |                                        |       |
| 27 de julho     | Benvindo Sequeira | ator, humorista, autor e diretor | Brasil         |                                        |       |
| 1947            | Fernando Augusto  | encenador e dramaturgo           | Portugal       | Grande Prémio de Teatro Português 1999 | [ 1 ] |

## Mortes
| Data | Nome                | Profissão | Nacionalidade | Observações | Ref |
| ---- | ------------------- | --------- | ------------- | ----------- | --- |
| ?    | Maria Clementina Sá | atriz     | Portugal      | n. 1897     |     |